# Олівер Твіст (персонаж)

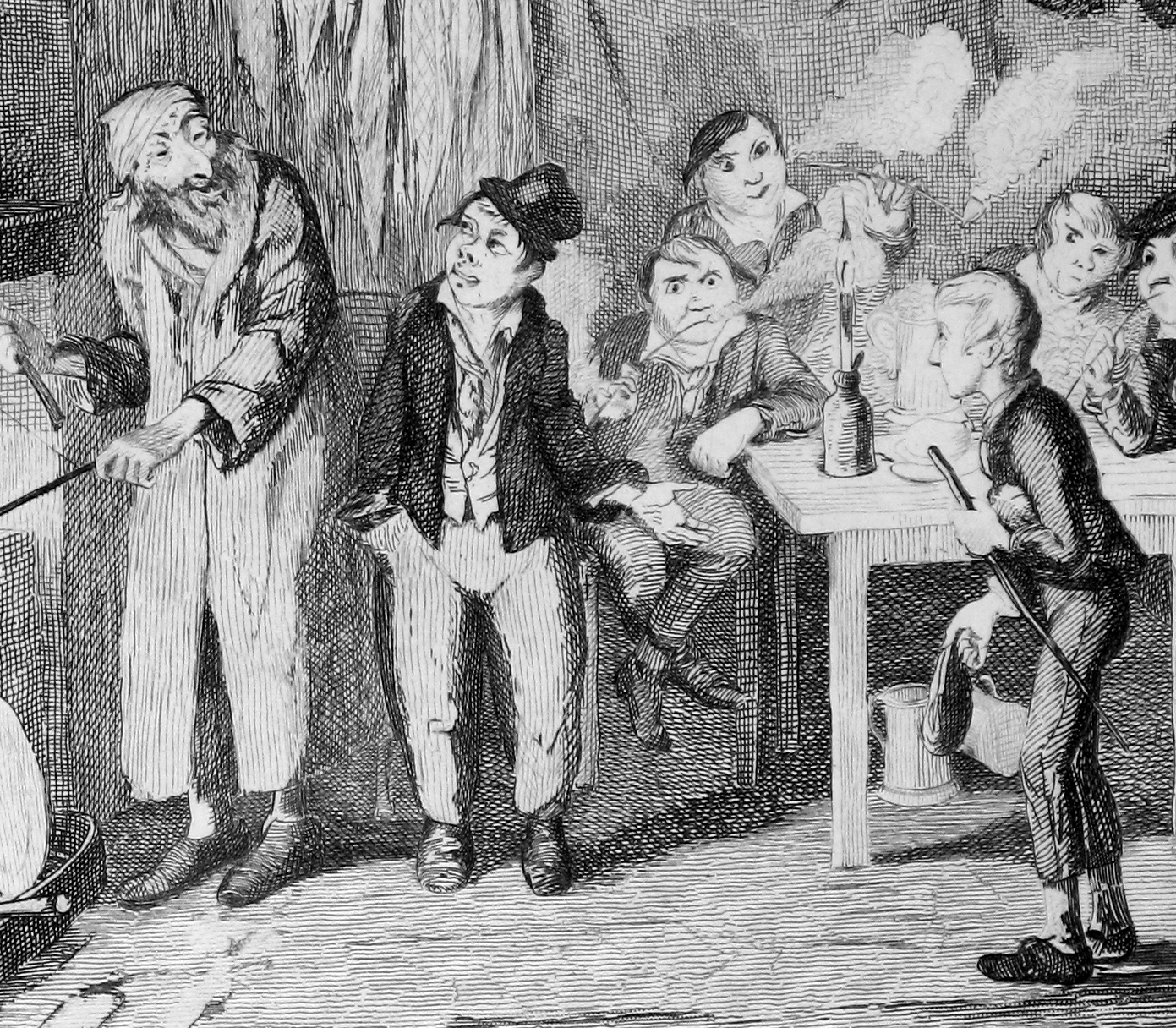
Спритний Пройда знайомить Олівера з Фейгіном. Ілюстрація Джорджа Крукшенка.

Олівер Твіст (англ. Oliver Twist) — головний герой роману «Пригоди Олівера Твіста» Чарлза Дікенса.

## Характеристика героя
Маленький хлопчик, мати якого померла при пологах у робітньому будинку. Росте в сирітському притулку при місцевій парафії, кошти якого вкрай мізерні. Витягнувши жереб, Олівер просить добавки до обіду. За цю норовистість начальство збуває його в контору трунаря, де Олівер потерпає від знущань старшого підмайстра.
Після побитя підмайстром Олівера він утікає до Лондона, де потрапляє до зграї юного кишенькового злодія на прізвисько Пройда. Лігвом злочинців верховодить хитрий і підступний єврей Фейджин. Туди ж навідується холоднокровний вбивця і грабіжник Білл Сайкс. Його 17-річна подружка Ненсі бачить в Олівері споріднену душу і виявляє до нього доброту.
У плани злочинців входить навчання Олівера ремеслу кишенькового злодія, проте після того, як зірвалося пограбування, хлопчик потрапляє в будинок доброчесного джентльмена — містера Браунлоу, який з часом починає підозрювати, що Олівер — син його друга. Сайкс і Ненсі повертають Олівера в світ злочинного підпілля з тим, щоб він взяв участь у пограбуванні.
Як з'ясовується, за Фейджином стоїть Монкс — зведений брат Олівера, який намагається позбавити його спадщини. Після чергової невдачі злочинців Олівер потрапляє спочатку в будинок місіс Роуз Мейлі, яка в кінці книги виявляється його тіткою. До них приходить Ненсі з звісткою про те, що Монкс і Фейгін не розлучаються з надією викрасти або вбити Олівера. З такою новиною Роуз Мейлі їде в будинок містера Браунлоу, щоб розв'язати з його допомогою цю ситуацію. Потім Олівер повертається до містера Браунлоу.
Про візити Ненсі до містера Браунлоу стає відомо Сайксу. У припадку гніву лиходій вбиває нещасну дівчину, але незабаром гине і сам. Монксу доводиться відкрити свої брудні таємниці, поділитися спадщиною та виїхати до Америки, де він помре у в'язниці. Фейджин потрапляє на шибеницю. Олівер щасливо живе в будинку свого рятівника містера Браунлоу.